# نوواتو (کالیفرنیا)
نوواتو (به انگلیسی: Novato) شهری در شهرستان مارین ایالت کالیفرنیا است که در سرشماری سال ۲۰۱۰ میلادی، ۵۱۹۰۴ نفر جمعیت داشته است.